# Юдешеваць
Юдешеваць (хорв. Jeduševac) — населений пункт у Хорватії, в Копривницько-Крижевецькій жупанії у складі громади Копривницькі Бреґи.

## Населення
Населення за даними перепису 2011 року становило 116 осіб.
Динаміка чисельності населення поселення: